# پشت قلعه (آبدانان)
پشت قلعه (آبدانان)، روستایی از توابع بخش مرکزی شهرستان آبدانان در استان ایلام ایران است.

## جمعیت
این روستا در دهستان جابرانصار قرار دارد و براساس سرشماری مرکز آمار ایران در سال ۱۳۸۵، جمعیت آن ۱٬۲۳۱ نفر (۲۵۵خانوار) بوده‌است.